# Mimotrypopitys inaequalis
Mimotrypopitys inaequalis is een keversoort uit de familie klopkevers (Anobiidae). De wetenschappelijke naam van de soort is voor het eerst geldig gepubliceerd in 1931 door Pic.